# 穆斯塔法·兹图尼
穆斯塔法·兹图尼（英語：Mustapha Zitouni，1928年10月19日—2014年1月5日），是一名专业足球运动员。他曾经效力于法国国家足球队和阿尔及利亚国家足球队。

## 事业
出生于法属阿尔及利亚，并在法国担任足球运动员，曾经加盟摩纳哥足球俱乐部和法国足球队。2014年1月5日去世。